# Osmar López
Osmar Danibel López Zúñiga (4 novembre 1987) è un calciatore guatemalteco, centrocampista del Deportivo Malacateco.